# Генералиссимус
Генерали́ссимус (от лат. generalissimus — «самый главный») — высший военный чин в Русском царстве и Российской империи;  высшее воинское звание (воинская должность, почётный военный титул) во Франции, Британской империи, Священной Римской империи, Австрийской империи, СССР, Швеции, Испании, Мексике, Китае, Японии, КНДР и других государствах. Исторически данный термин использовали для обозначения главнокомандующего вооружёнными силами и командующего армией государства или нескольких государств, находящихся в военном союзе (чаще только на период войны).
Также титул «генералиссимус» может иметь и приставочное к другим словам использование например генералиссимус-фельдмаршал, то есть самый главный среди фельдмаршалов фельдмаршал и в других подобных случаях.

## История
В разное время в отдельных государствах термин «генералиссимус» употреблялся в нескольких значениях, относящихся к сфере военной деятельности. Во Франции XVI—XIX веков — почётный военный титул, который предоставлялся лицам царствующих династий и виднейшим государственным деятелям. В Священной Римской империи, Австрийской империи и Англии — должность командующего действующей армией во время войны либо главнокомандующего всеми войсками государства. В России XVIII—XX веков и Испании XIX—XX веков — высшее воинское звание, присваивавшееся пожизненно.
Впервые титул генералиссимуса, отделённый от должности коннетабля, пожалован в 1569 во Франции королём Карлом IX своему брату герцогу Анжуйскому (впоследствии королю Генриху III). В настоящее время обладатели звания, титула и должности генералиссимуса отсутствуют.
Необходимо иметь в виду, что среди историков нет единства относительно как соответствия титула или должности генералиссимуса верховным титулам или должностям, существовавшим в ряде государств и имеющих свои специфические наименования; а также и относительно персонального состава обладателей звания, титула или должности генералиссимуса.

## Список генералиссимусов по странам

### Франция
- герцог Анри Анжуйский, будущий король Генрих III[6] (1551—1589)
- герцог Генрих Гиз[6] (1550—1588)
- герцог Арман Ришельё[7] (1585—1642)
- герцог Савойского герцогства Виктор Амадей I[8] (1587—1637)
- принц Кариньяно Томас[9] (1595—1656)
- принц Людовик Конде[6] (1621—1686)
- принц Арман Конти[10] (1629—1666)
- Антуан Рур[11] (?—1670)
- герцог Орлеанский Филипп[5] (1640—1701)
- Пьер Лапорт (Ролан)[12] (1680—1704)
- король Сардинского королевства Виктор Амадей II[13] (1666—1732)
- герцог Бургундский Людовик[14] (1682—1712)
- герцог Клод Виллар[6] (1653—1734)
- герцог Луи Ришельё[6] (1696—1788)
- герцог Виктор Брольи[15] (1718—1804)
- Николя Люкнер[16] (1722—1794)
- Жак Кателино[17] (1759—1793)
- Морис д’Эльбе[18] (1752—1794)
- Анри Ларошжаклен[19] (1772—1794)
- герцог Ангулемский Людовик[20] (1775—1844)
- Эдуард Жамон[21][22] (1831—1918)
- Жозеф Жоффр[23] (1852—1931)
- Фердинанд Фош[23] (1851—1929)

- Морис Гамелен (1872-1958)
- Максим Вейган (1867-1965)

### Британская империя
- герцог Яков Йоркский, будущий король Яков II Стюарт (1633—1701)[23]
- герцог Фридрих Герман фон Шомберг (1615—1690)[23][24]
- граф Чарльз Мордаунт Петерборо (1658—1735)[23]
- герцог Джон Мальборо (Черчилль) (1650—1722)[23]
- граф Фредерик Робертс[23] (1832—1914)

### Священная Римская империяиАвстрийская империя
- князь Альбрехт Валленштейн[6] (1583—1634)
- граф Иоганн Тилли[25] (1559—1632)
- император Фердинанд III[26] (1608—1657)
- граф Петер Меландер[27] (1589—1648)
- герцог Раймунд Монтекукколи[6] (1609—1680)
- герцог Лотарингский Карл[28] (1643—1690)
- курфюрст Баварии Максимилиан II[5] (1662—1726)
- принц Евгений Савойский[6] (1663—1736)
- маркграф Баден-Бадена Людвиг Вильгельм[29] (1655—1707)
- князь Леопольд Даун[6] (1705—1766)
- барон Эрнст Лаудон[30] (1717—1790)
- эрцгерцог Австрийский Карл[6] (1771—1847)
- князь Карл Шварценберг[6] (1771—1819)
- князь Альфред Виндишгрец[31] (1787—1862)

### РоссияиСССР
В Русском царстве титул генералиссимуса впервые был пожалован 28 июня 1696 Петром I воеводе А. С. Шеину за успешные действия под Азовом (однако Ф. Ю. Ромодановскому и И. И. Бутурлину чин «генералиссимуса потешных войск» присвоили на 2 года раньше, в 1694). Официально военный чин генералиссимуса в России был введён Воинским уставом 1716 года, но при этом не был представлен в учреждённой в 1722 году Табели о рангах. Его получили:
- 12 мая 1727 — князь А. Д. Меншиков (лишён звания 9 сентября 1727),
- 11 ноября 1740 — принц Антон Ульрих Брауншвейгский (лишён звания 6 декабря 1741),
- 28 октября 1799 — князь А. В. Суворов.

А. Г. Брикнер считает первым русским генералиссимусом князя Михаила Алегуковича Черкасского. Патрик Гордон, один из руководителей второго Азовского похода (1696), даже называет дату избрания генералиссимусом князя Черкасского — 14 декабря 1695.
Из вышеуказанных лиц только А. В. Суворов получил чин генералиссимуса как признание его блестящих военных побед (битва при Рымнике, взятие Измаила, сражения Швейцарского похода и другие). Он являлся принцем Сардинского королевства, графом и князем Российской империи, графом Священной Римской империи и главнокомандующим российскими, австрийскими и сардинскими войсками.
После Великой Отечественной войны 26 июня 1945 года Указом Президиума Верховного Совета СССР было введено высшее воинское звание — Генералиссимус Советского Союза, которое 27 июня 1945 года присвоено И. В. Сталину.
В Российской Федерации данное воинское звание законодательством не предусмотрено.

### Швеция
- король Карл X Густав[39] (1622—1660)
- пфальцграф Пфальц-Клебургский Адольф Иоганн I[40] (1629—1689)
- принц Фридрих Гессенский, будущий король Фредрик I[41] (1676—1751)
- король Адольф Фредрик[42] (1710—1771)
- наследный принц Карл Юхан, будущий король Карл XIV Юхан[43] (1763—1844)

### Испания
- Хуан Австрийский[44] (1547—1578)
- принц Людовик Конде[45] (1621—1686)
- князь Мануэль Годой[46] (1767—1851)
- Франсиско Мина[47] (1781—1836)
- Франсиско Франко[48] (1892—1975)
- Хосе Миаха[49] (1878—1958)

### Мексика
- Мигель Идальго[50] (1753—1811)
- Игнасио Альенде[51] (1769—1811)
- Хосе Морелос[52] (1765—1815)
- император Агустин I (Итурбиде)[53] (1783—1824)
- Антонио Санта-Анна[54] (1794—1876)

### Османская империя
- Шамиль[55] (1797—1871)
- Измаил-паша[56] (1810—1865)
- Омер-паша[57] (1806—1871)
- Абдулкерим Надир-паша (1807—1885)
- Мехмед Али-паша[58] (1827—1878)
- Сулейман-паша[59] (1838—1892)
- Махмуд Шевкет-паша[60] (1865—1913)
- Назым-паша[61] (1848—1913)
- Мехмед V[62] (1844—1918)

### Японская империя
В Японской империи звание генералиссимуса носил лишь глава государства.
- император Муцухито (1852—1912)
- император Ёсихито (1879—1926)
- император Хирохито (1901—1989)

### Китай
- Юань Шикай[64] (1859—1916)
- Сунь Ятсен[65] (1866—1925)
- Тан Цзияо[66] (1882—1927)
- Ху Ханьминь[67] (1879—1936)
- Чжан Цзолинь[68] (1875—1928)
- Чан Кайши[69] (1887—1975)

### Другие генералиссимусы
- король Фредерик III[70] (1609—1670) (Дания)
- герцог Артур Веллингтон[71] (1769—1852) (Великобритания)
- принц Прусский Генрих[72] (1726—1802) (Пруссия)
- герцог Жуан Карлуш Лафонэс де Браганса[73] (1719—1806) (Португалия)
- князь Карл Вреде[74] (1767—1838) (Бавария)
- Франческо Морозини[75] (1619—1694) (Венеция)
- Хуан Бербео[76] (1739—1795) (Колумбия)
- Паскаль Паоли[77] (1725—1807) (Корсика)
- князь Ежи Оссолинский[78] (1595—1650) (Речь Посполитая)
- Тадеуш Костюшко [79] (1746—1817) — носил это звание с марта по октябрь 1794 года (во время восстания 1794 г.) (Речь Посполитая).
- виконт Уильям Карр Бересфорд[73] (1768—1854) (Португалия)
- Франсиско Миранда[80] (1750—1816) (Венесуэла)
- Хосе Сан-Мартин[81] (1778—1850) (Перу)
- Ричард Чёрч[73] (1785—1873) — носил это звание во время греческой войны за независимость с 1827 по 1830 годы (Греция)
- Жан Франсуа Аллар[82] (1785—1839) (Сикхское государство)
- Максимо Гомес[83] (1836—1905) (Куба)
- Аугусто Сандино[84] (1895—1934) (Никарагуа)
- Рафаэль Трухильо[85] (1891—1961) (Доминиканская Республика)
- Эктор Трухильо[86] (1908—2002) (Доминиканская Республика)
- Деодору Фонсека[87] (1827—1892) (Бразилия)
- Эмилио Агинальдо[88] (1869—1964) (Филиппины)
- Ким Ир Сен[89] (1912—1994) (КНДР)
- Ким Чен Ир[90] (1941—2011) (КНДР) — посмертно
- Пу И (Маньчжоу-го)
- Было установлено в Вооружённых силах непризнанной ЧРИ.

## Изображения
- Проект эполета Генералиссимуса Советского Союза.
- Погон генералиссимуса КНР (Звание не присваивалось).
- Погон генералиссимуса Японской империи.
- Погон генералиссимуса КНДР
- Погон генералиссимуса Корейской империи.